# Cryptostomaria cylindrica
Cryptostomaria cylindrica är en mossdjursart som först beskrevs av Harmer 1926.  Cryptostomaria cylindrica ingår i släktet Cryptostomaria och familjen Cellariidae. Inga underarter finns listade i Catalogue of Life.